# Нарцисовий колір
Нарцисовий колір — відтінок жовтого кольору. Це колір характерний для центральної циліндричної трубчастої проєкції квітки нарциса. Колір отримав свою назву завдяки нарцису жонкіль, який має скупчення дрібних запашних жовтих квіток, і походить із Середземномор'я.

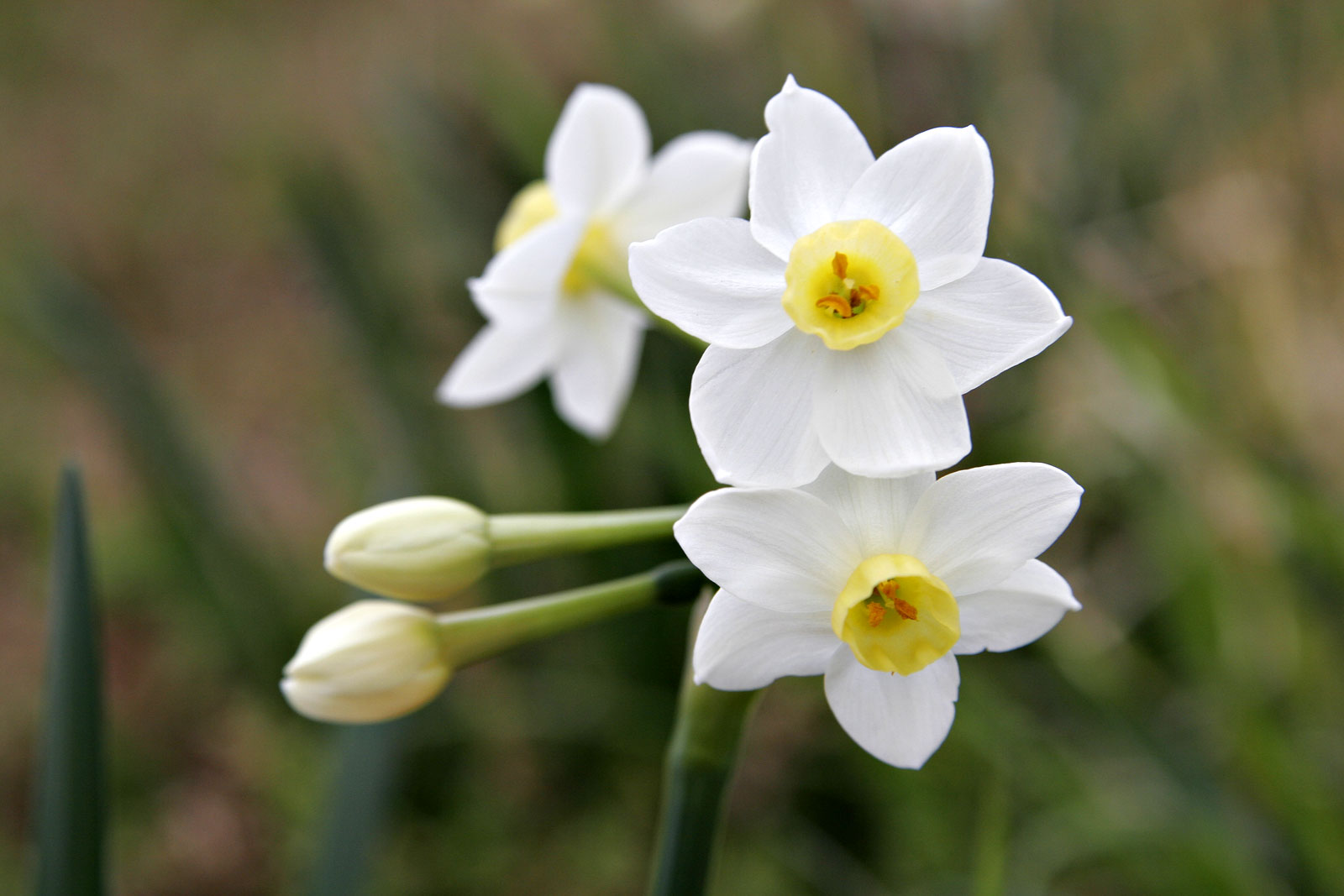
Нарцис

Перше зафіксоване використання нарцисового кольору англійською мовою (англ. jonquil) датоване 1789 роком.

## Використання у культурі
Курт Воннеґут використовує слово слово «нарцисовий» (англ. jonquil) у своєму романі Сирени Титана, про Титан — найбільший супутник Сатурна.